# Tamme Hanken

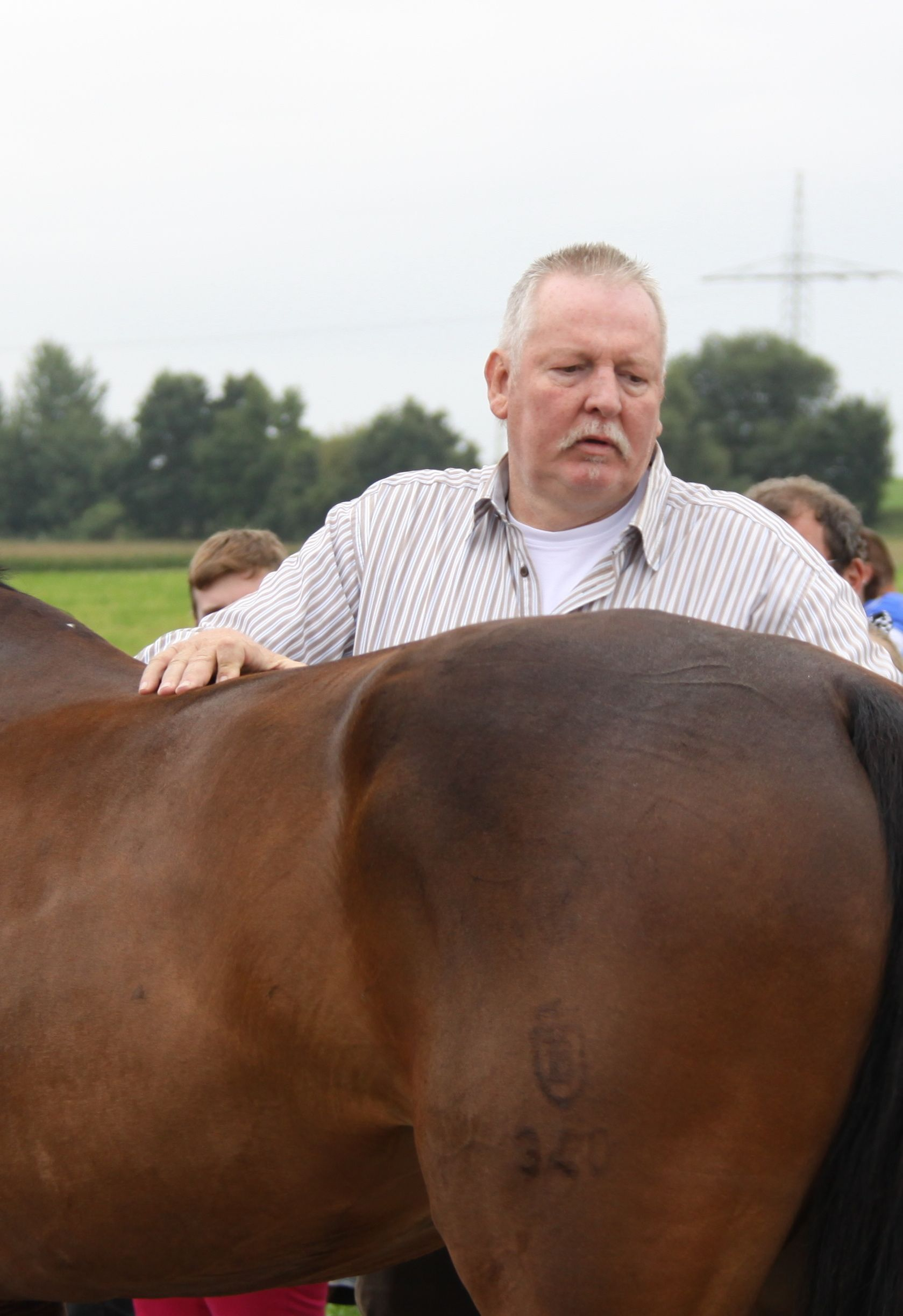
Tamme Hanken in Ellingen, 2014

Tamme Hanken (* 16. Mai 1960 in Filsum; † 10. Oktober 2016 in Garmisch-Partenkirchen) war ein deutscher „Knochenbrecher“, Doku-Soap-Darsteller und Autor.

## Leben
Hanken lernte Landwirtschaft, um den elterlichen Bauernhof zu übernehmen. Später übte er diesen Beruf nicht mehr aus, sondern war vor allem für Pferde und Hunde in der Art eines traditionellen ostfriesischen Knochenbrechers tätig. Hierdurch erlangte er überregionale Bekanntheit. Die entsprechenden Kenntnisse hatte er nach eigener Angabe von seinem Großvater erworben. Zur Perfektionierung seiner Fähigkeiten habe er an zur Schlachtung vorgesehenen Pferden geübt.
Anfangs behandelte Hanken auch Menschen; diese Behandlungen gab er jedoch später auf, da er nicht über die erforderliche Zulassung als Heilpraktiker verfügte. In Filsum betrieb er mit seiner im Rheinland geborenen Ehefrau Carmen Hanken einen Pferdehof, auf dem die Tiere behandelt werden konnten. Ungefähr drei Viertel des Jahres war er unterwegs, um Tiere im In- und Ausland zu behandeln.
Über Hanken wurden mehrere Fernsehsendungen und Sendebeiträge produziert, darunter die knapp 80-teilige Doku-Soap Der XXL-Ostfriese für den NDR. Der Titel der Doku-Soap geht auf Hankens Erscheinungsbild zurück: Er war 206 cm groß und wog einst 200 kg, zuletzt rund 145 kg. Weiterhin war er in der Reihe Unser Land im Bayerischen Rundfunk zu sehen und Gast in mehreren Talkshows.
Ab März 2014 ging Hanken mit einem Bühnenprogramm Tamme Hanken – Der XXL-Ostfriese auf Tour auf Tournee. Dabei erzählte er Geschichten von Reitern und Pferden und ihren Problemen miteinander.
Im Jahr 2015 war er auf Kabel eins in der mehrteiligen Reportage Ostfriesische Heilkunst zu sehen.
Tamme Hanken starb am 10. Oktober 2016 im Alter von 56 Jahren an einem plötzlichen Herztod. Seine letzte Ruhestätte fand er auf dem Friedhof von Filsum in der Samtgemeinde Jümme, Landkreis Leer. 
2017 wurden in der TV-Reihe Neues vom Hankenhof – Tamme forever auch alte Fälle wieder aufgegriffen und darüber berichtet.

## Kritik
Bei Tiermedizinern waren die Behandlungsmethoden Hankens umstritten. Zudem wurde die – insbesondere veterinärmedizinische – Qualifikation Hankens von Fachkreisen kritisch gesehen. So konnten sowohl seine Diagnosen als auch seine vermeintlichen Therapieerfolge kritischen Überprüfungen nicht immer standhalten. Das Langzeitergebnis seiner Behandlungen wurde von den Fernsehsendungen nicht dokumentiert. Eine Tierärztin behauptete, die von Hanken angeblich kurierten Pferde hätten nach den Sendungen tierärztlich behandelt werden müssen. Tammes Diagnose- und Behandlungsmethoden seien teilweise veraltet (die Verwendung der „langen Hebel“), aufgrund fehlender Anamnese (Ataxieverdachtsfall) schlichtweg falsch gewählt und generell in einer Form ausgeführt, die ein hohes Risiko von Schädigungen nach sich ziehen können.

## Filmografie
- 2008–2016: Der XXL-Ostfriese, Doku-Soap, NDR (69 Folgen)
  - Der XXL-Ostfriese: Nur das Beste, NDR (13 Folgen)
  - Der XXL-Ostfriese: Herd statt Pferd, NDR (8 Folgen)
- 2015: 24 Stunden – Tamme Hanken auf Hausbesuch, Dokumentation, Sat.1
- 2015–2016: Tamme Hanken: Der Knochenbrecher auf Tour, Doku-Soap, Kabel eins (19 Folgen)
- 2016: Extra Spezial. Jenke – Ich bleibe über Nacht! Bei Tamme Hanken, RTL
- 2016: Abenteuer Leben am Sonntag. Erinnerung an Tamme Hanken, Kabel eins
- 2017: Neues vom Hankenhof – Tamme forever Kabel 1 (6 Folgen)

## Veröffentlichungen
- Das Glück der Pferde in meinen Händen. Ein Pferdeheiler berichtet. List, München 2001; Ullstein Taschenbuch, München 2003, ISBN 978-3-548-36434-6.[19]